# Río Chiriquí Viejo
El río Chiriquí Viejo se ubica al occidente de Panamá, específicamente al oeste de la provincia de Chiriquí, cerca de la frontera con Costa Rica. Tiene una longitud de 161 km y una cuenca de 1376 km².
El río nace cerca de Cerro Punta, en las tierras altas chiricanas y recorre en dirección oeste hasta Plaza de Caisán, en el distrito de Renacimiento, luego discurre paralelo a la frontera tica, hasta aproximarse a sólo unos 100 metros de la línea fronteriza en Paso Canoas, luego avanza al sureste uniéndose con otros ríos como el Jacú y el Gariché desembocando en la Bahía de Charco Azul, a la altura de Baco, unos 15 km al este de Puerto Armuelles.
No debe confundirse con el río Chiriquí (Chiriquí Nuevo), que se encuentra más al este.
En este río se han construido diversas presas y proyectos hidroeléctricos, incluyendo el Bajo de Mina y el Baitún.